# Bicaz
Bicaz (húngaro: Békás) es una ciudad con estatus de oraș rumana perteneciente al județ de Neamț.
En 2011 tiene 6543 habitantes, el 91,57% rumanos y el 3,01% gitanos.
Se conoce su existencia desde 1625. Hasta mediados de siglo XX era un pequeño pueblo de montaña dedicado a la industria maderera, pero la construcción de una presa en la década de 1950-1960 generó un gran desarrollo económico durante la segunda mitad del siglo XX, al crearse aquí una industria de cemento que decayó con la desindustrialización de final de siglo.
Se ubica en el cruce de las carreteras 15 y 12C, unos 20 km al oeste de Piatra Neamț.

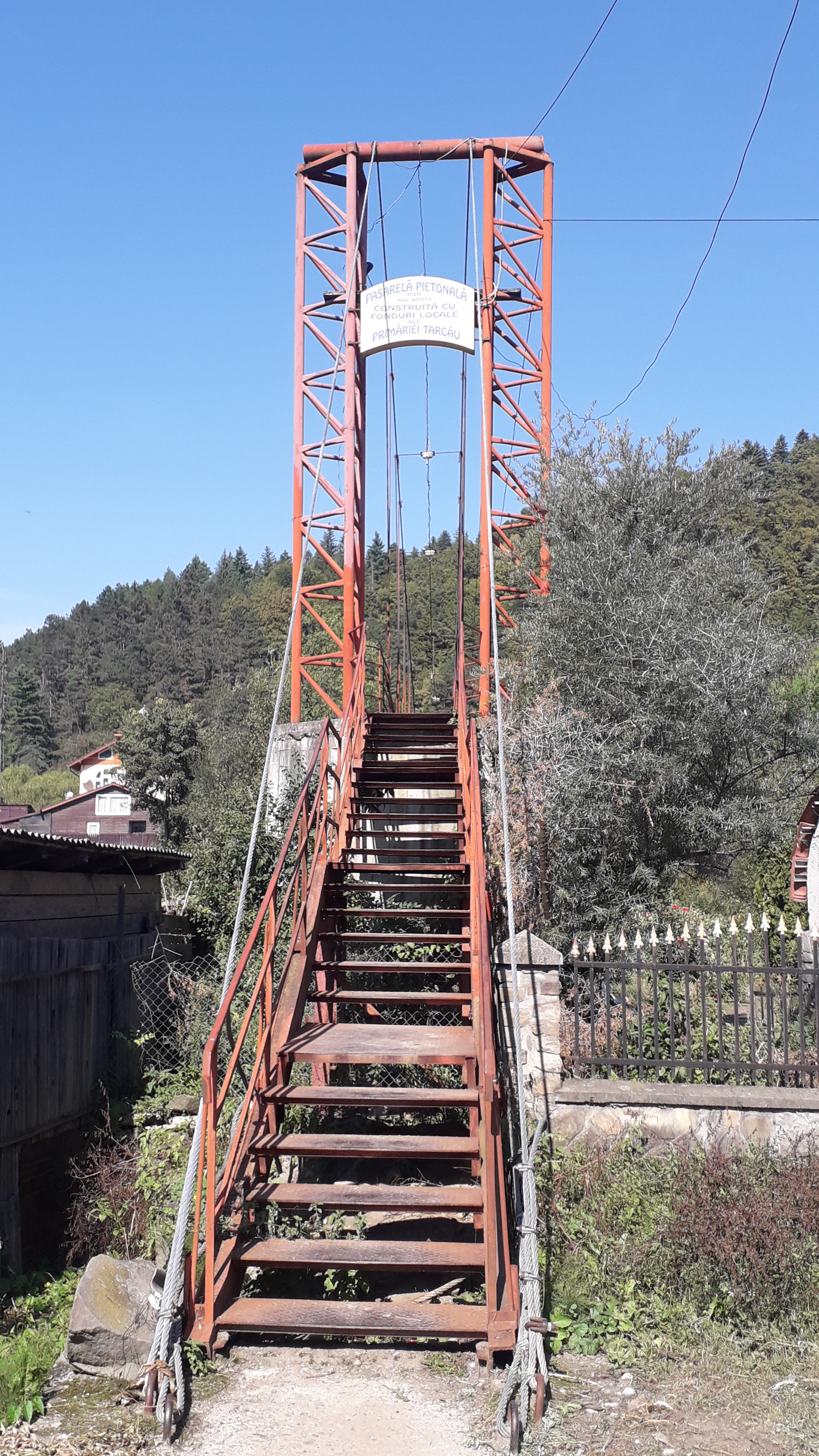
Puente colgante Tarcau